# يوسف بن يعقوب الهاجري
الدكتور يوسف بن يعقوب الهاجري كان وزيرًا للصحة السعودية. في السعودية من عام 1962م إلى عام 1966م. ولد في عام 1910م وقد كان من ضمن أول بعثة دراسية سعودية إلى مصر في العشرينيات الميلادية  درس في مصر الثانوية وكان بارزا دراسيا فقد ظهر اسمه من ضمن العشرة الأوائل على مستوى مصر. تخرج من كلية الطب من جامعة الملك فؤاد (جامعة القاهرة حاليا) في بداية الأربعينات الميلادية. وكان هو والدكتور حمد البسام أول طبيبين سعوديين من المنطقة الوسطى. توفي في عام 1975 م وقد اشتهر بالنزاهة والزهد.